# Santos Gómez
Santos Eduardo Gómez Fernández (Maturín, Venezuela, 9 de mayo de 1995) es un futbolista venezolano, que jugó como defensor y su último equipo fue el Monagas SC de la Primera División de Venezuela.

## Clubes
| Club       | País      | Año              |
| ---------- | --------- | ---------------- |
| Monagas SC | Venezuela | 2014-Actualmente |

## Monagas Sport Club
Entró al Monagas SC como refuerzo para la temporada 2014-2015, cuando el equipo aún estaba en segunda división del fútbol venezolano.

### Torneo Apertura y Clausura 2016
Para el Torneo Apertura de 2016 continuó jugando con el Monagas SC y aun sigue en el Torneo Clausura 2016. Logra su primer gol, el 13 de julio en un encuentro de Copa Venezuela contra Diamantes de Guayana, partido que finalizó 2 a 1 a favor del Monagas Spor Club.
Luego no fue convocado y actualmente es agente libre.

## Estadísticas
- Última actualización el 23 de julio de 2016.

| Equipo     | Temporada | Liga             | Liga             | Copas nacionales | Copas nacionales | Copas internacionales | Copas internacionales | Total | Total |
| Equipo     | Temporada | PJ               | Goles            | PJ               | Goles            | PJ                    | Goles                 | PJ    | Goles |
| Venezuela  | Venezuela | Primera División | Primera División | Copa Venezuela   | Copa Venezuela   | CONMEBOL              | CONMEBOL              | PJ    | Goles |
| ---------- | --------- | ---------------- | ---------------- | ---------------- | ---------------- | --------------------- | --------------------- | ----- | ----- |
| Monagas SC | 2016      | 14               | 0                | 1                | 1                | 0                     | 0                     | 15    | 1     |
| Monagas SC | Total     | 14               | 0                | 1                | 1                | 0                     | 0                     | 15    | 1     |
| Total      | Total     | 14               | 0                | 1                | 1                | 0                     | 0                     | 15    | 1     |